# Fibrinógeno
El fibrinógeno es una proteína soluble del plasma sanguíneo precursor de la fibrina, su longitud es de 46 nm, su peso 340 kDa.
Es responsable de la formación de los coágulos de sangre. Cuando se produce una herida se desencadena la transformación del fibrinógeno en fibrina gracias a la actividad de la trombina.
Es una molécula fibrilar, que en sus extremos tiene cargas fuertemente negativas. Estos extremos permiten la solubilidad del compuesto y también repelen a otras moléculas del compuesto, previniendo la agregación.
Compuesto por tres pares de cadenas de polipéptidos que son, 2 cadenas Aα, 2 Bβ y 2γ (Aα,Bβ,γ)2 unidas por enlaces disulfuro, estas cadenas además están genéticamente ligadas y reguladas en forma coordinada en el ser humano. Las cadenas γ poseen carga negativa, y constituyen por tanto un sitio de unión idóneo para el Ion calcio, que tienen carga positiva, permitiendo así la polimerización de distintas moléculas de fibrina y la formación del coágulo sanguíneo.
Estas cadenas son sintetizadas en el hígado.